# 阿尔坎塔拉门

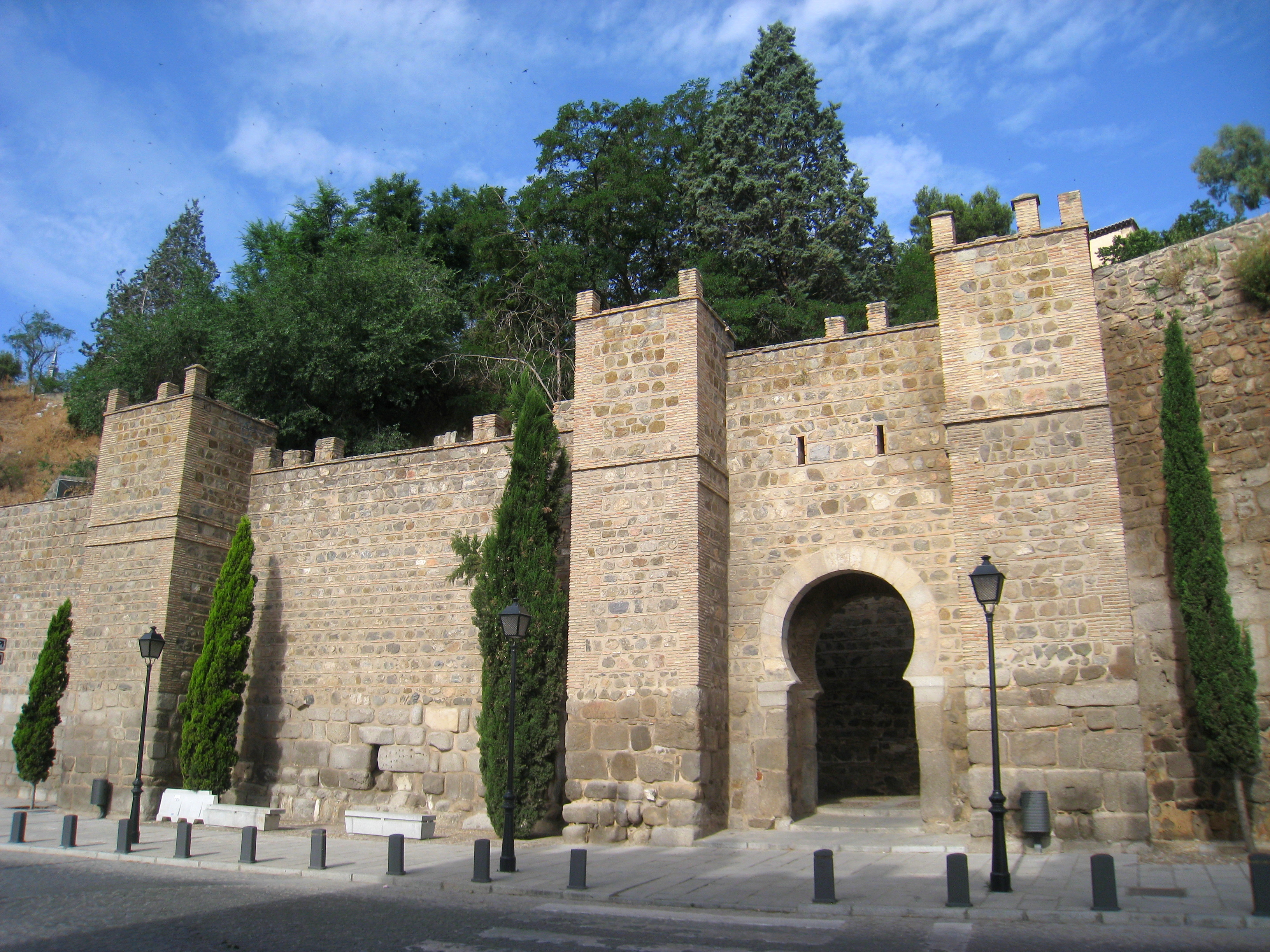
阿尔坎塔拉门

阿尔坎塔拉门（西班牙语：Puerta de Alcántara）是位于西班牙卡斯蒂利亚-拉曼恰自治区托萊多的一座城门，位于城墙东侧，可由此进入老城内。 城门前的阿尔坎塔拉桥（Puente de Alcántara）, 跨塔霍河，在其末端又由两个门保护。
它的起源可以追溯到10世纪左右，阿拉伯时期。在基督教时代进行了改建。在中世纪，它对于保卫城市具有十分的意义，因为这是人和货物进入的地方。这个城门是一个典型的西班牙-穆斯林军事工程。